# Rosenkranzmadonna (Caravaggio)

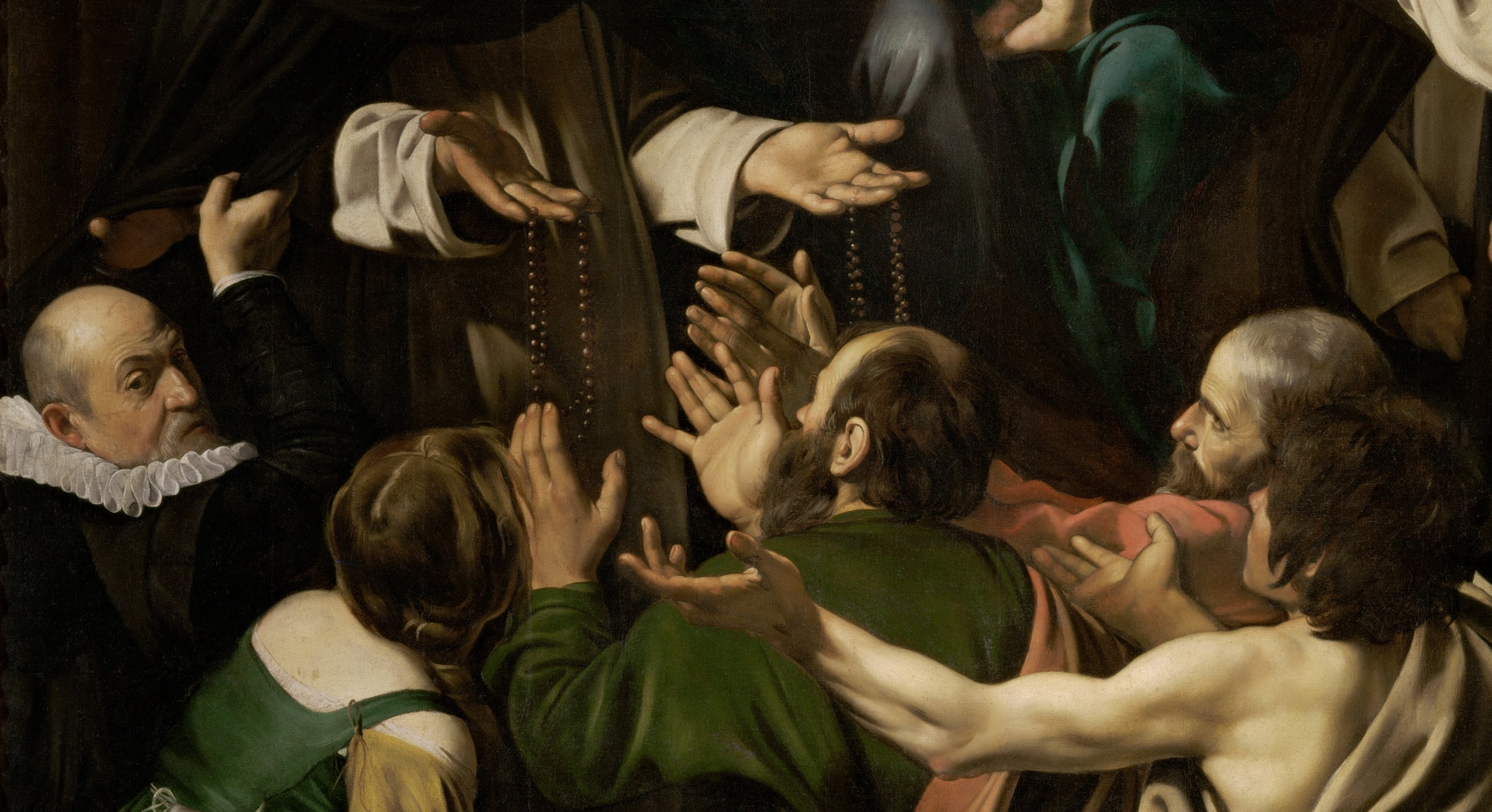
Detail

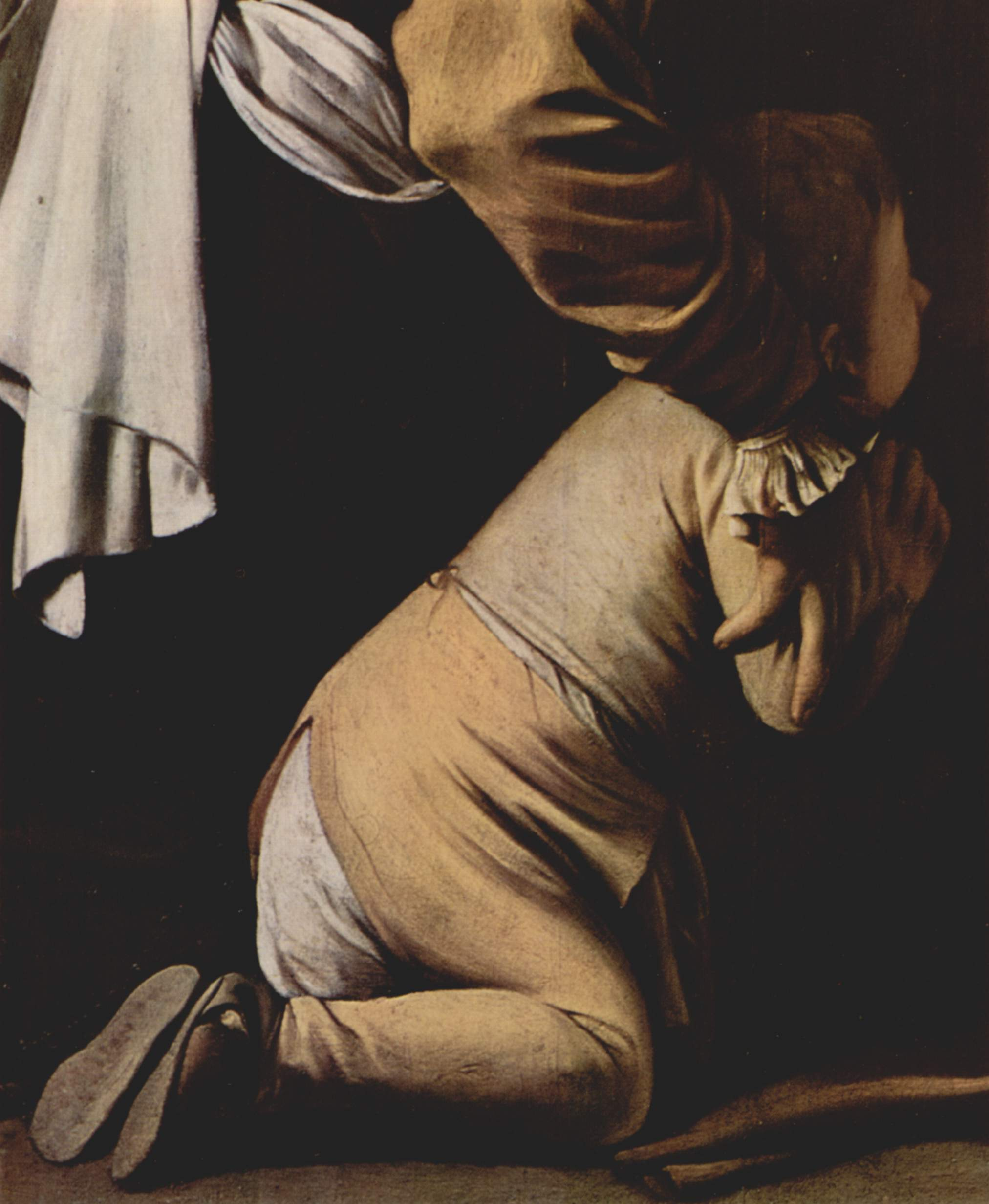
Detail

Die Rosenkranzmadonna (it.: Madonna del Rosario) ist ein 1605/06 entstandenes Gemälde von Michelangelo Merisi da Caravaggio. Das großformatige Bild (364,5 × 249,5 cm) wurde mit Ölfarbe auf Leinwand gemalt und befindet sich im Kunsthistorischen Museum in Wien.

## Entstehung und Sujet
Bei der Rosenkranzmadonna handelt es sich um das einzige nachgewiesene Votiv- bzw. Stifterbild aus dem Œuvre des Künstlers. Der Stifter und Auftraggeber des Gemäldes ist am unteren linken Bildrand abgebildet und bis heute ebenso unbekannt wie das Dominikanerkloster bzw. die Dominikanerkirche, für die das Gemälde allem Anschein nach bestimmt war. Die Tatsache, dass bis jetzt in den gut durchforsteten römischen und neapolitanischen Archivbeständen keine Nachrichten zu diesem großen Altarbild aufgetaucht sind, spräche für einen (dann gescheiterten) Auftrag für eine Dominikanerkirche im italienischen Norden. In Frage kämen die Städte, zu denen Caravaggio oder seine römischen Förderer Beziehungen hatten, wie etwa Genua, Siena oder Florenz.
Dargestellt ist die von Alanus de Rupe um 1468 verbreitete Legende, nach welcher der heilige Dominikus, Gründer des Dominikanerordens, den Rosenkranz 1208 bei einer Marienerscheinung empfangen und in seinem Orden eingeführt haben soll. Die Legende erzählt, dass Maria den Rosenkranz Dominikus als Waffe im Kampf gegen die Albigenser geschenkt habe.
Das Sujet der Rosenkranzmadonna leitet sich von dem der Schutzmantelmadonna her. Es waren besonders die Dominikaner, die durch Predigten über neue Schutzmantelvisionen – in denen die im Jenseits geschaute Gottesmutter die verstorbenen Mitglieder des jeweiligen Ordens unter den besonderen Schutz ihres Mantels nimmt – die bildliche Vorstellung von Maria als Schutzherrin der Gläubigen popularisierten. Die Darstellung der Schutzmantelmadonna in der westlichen Kunst erfolgt in der Regel stehend mit – sofern sie kein Jesus-Kind im Arm hält – ausgebreiteten Armen über einer Schar kleinfigürlicher Personen, Vertretern der Gesellschaft und des Klerus. Bei der Rosenkranzmadonna variiert Caravaggio diese Darstellung, indem er das Jesuskind auf der Sitzfläche zwischen den Beinen der Madonna stehen lässt, diese das Kind aber dennoch im Arm hält.

## Bildbeschreibung
Die kannelierte Säule links im Bild und der rote Vorhang, der sich oben über die gesamte Bildbreite erstreckt, geben der Komposition eine innerbildliche Rahmung. Erhöht thront Maria über vier stehenden Männern im Dominikanerhabit, wobei es sich links um den Ordensgründer, den hl. Dominikus handelt. Aus dem Vordergrund drängen sich drei barfüßige Männer in Tüchern, die an Apostelkleidung erinnern; sowie eine Frau mit Kleinkind, zu ihnen. Dazwischen kniet am linken Bildrand ein vornehmer Herr in schwarzem Gewand und weißer Halskrause. Diese Figur, in welcher der Stifter bzw. Auftraggeber des Bildes zu sehen ist, blickt über die rechte Schulter aus dem Bild heraus und versichert sich so der Aufmerksamkeit des Bildbetrachters.
Aus der Komposition ergibt sich eine strikte Hierarchie: Mutter und Kind eröffnen das Bild links unten, wobei die Frau als einzige zur Madonna aufschauen darf, während ihr Kind die drei Männer beobachtet, die in der Staffelung der drei Lebensalter von rechts kommen. Voll bekleidet die beiden älteren, unter seinem Tuch nackt der Jüngling, strecken alle drei die Arme aus, um aus den Händen des Ordensgründers Rosenkränze zu erhalten.
Die Hände des hl. Dominikus, welche die Rosenkränze halten, bilden eine imaginäre waagerechte Grenze zwischen Heiligen und den einfachen Leuten, unter die sich der vornehme Stifter mischt, der gleichsam den Schutzmantel des Heiligen für die einfachen Leute öffnet und so von deren heftiger Frömmigkeit zur Seite gedrängt wird.
Das Christuskind ist im Schoß stehend dargestellt, was wohl seine Herkunft aus dem Leibe der Mutter verdeutlichen soll. Während Maria geradezu pragmatisch dabei ist, Dominikus anzuhalten, Rosenkränze unter die Armen zu verteilen, umfasst der kleine Jesus ihre Schultern, greift sich in kindlicher Geste auf den prallen Bauch und blickt spielerisch zum Betrachter.

## Datierung und Provenienz
Die Rosenkranzmadonna ist das einzige Altarbild Caravaggios, dessen Entstehungsdatum nicht durch Dokumente nachgewiesen ist. Die Eigenhändigkeit von Teilen der Komposition, wie etwa dem Vorhang, der Madonna selbst und auch das Porträt des Stifters waren in der Vergangenheit sogar bestritten worden. Das Gemälde wurde mittels Röntgen und Infrarotreflektographie sowie verschiedener Methoden der Oberflächenfotografie im Nahbereich untersucht, auch der Malschichtenaufbau wurde genau unter die Lupe genommen. Das Ergebnis wurde mit anderen Werken aus Caravaggios römischer und neapolitanischer Zeit verglichen. Dabei kam die Forschung zu dem Schluss, dass alles auf eine Entstehung des Bildes in Caravaggios römischer Periode verweist, also ins erste Jahrfünft des 17. Jahrhunderts, zwischen die Seitenbilder der Cerasi-Kapelle (Kreuzigung Petri und Bekehrung des Paulus) in Santa Maria del Popolo von 1601 und die Madonna dei Pellegrini von 1605.
Der erste schriftliche Bericht über das Gemälde wurde in Neapel verfasst. Von dort schrieb am 25. Dezember 1607 der Brügger Maler Franz Pourbus seinem Herrn, Vincenzo I. Gonzaga, dass ein Rosenkranzbild von Caravaggio um 400 Dukaten zu haben wäre. Zehn Jahre später ist im Testament des 1617 verstorbenen Antwerpener Malers Louis Finson zu lesen, dass er das Gemälde in Neapel gekauft hatte. Als Caravaggio am 14. Juni 1607 Neapel verließ, hinterließ er zwei Gemälde – die Rosenkranzmadonna (Caravaggio) und Judith enthauptet Holofernes – in dem Atelier in Neapel, das Louis Finson und sein Partner, der flämische Maler Abraham Vinck, gemeinsam nutzten. Vinck nahm die beiden Gemälde wahrscheinlich mit, als er um 1609 nach Amsterdam zog.  Später zog auch Finson nach Amsterdam. Die beiden Gemälde werden erneut erwähnt, diesmal in dem Testament vom 19. September 1617, das Finson in Amsterdam, wo er starb, verfasste.  In seinem Testament vermachte Finson Vinck seinen gesamten Anteil an den beiden Caravaggio-Gemälden, die er und Vinck seit Neapel gemeinsam besaßen. Finson starb nicht lange nach der Testamentseröffnung und die Gemälde gingen in den Besitz von Vinck über.
Vinck wiederum starb 1619 in Amsterdam und hinterließ laut Testament seinen gesamten Besitz seiner Witwe. Seine Frau starb zwei Jahre später und ein großer Teil des Nachlasses, darunter auch eine Reihe von Gemälden, wurde auf Auktionen in Amsterdam verkauft. Die Caravaggios waren nicht unter den Gemälden, die bei den Auktionen verkauft wurden. Die Erben verkauften die Rosenkranzmadonna nach 1619 für 1800 Gulden an ein Komitee flämischer Maler und 'Amateure' unter der Leitung von Peter Paul Rubens für die St. Paulskirche der Dominikaner in Antwerpen. Das Gemälde kam um 1623 in Antwerpen an und erhielt einen Ehrenplatz auf dem Hauptaltar der Kirche. 1786 beanspruchte Kaiser Joseph II. von Österreich, nachdem er die Schließung aller "nutzlosen" Klosterorden in den Österreichischen Niederlanden angeordnet hatte, das Gemälde von Caravaggio für seine Kunstsammlung. Caravaggios Werk, das eine fromme Gabe der führenden Antwerpener Künstler und Ausdruck ihrer tiefen religiösen Verehrung war, wurde so zum Gegenstand des Raubes durch die österreichischen Herrscher.